# Ivan Jakovlevič Bilibin
Ivan Jakovlevič Bilibin (in russo Иван Яковлевич Билибин?; Tarchovka, 16 agosto 1876, 4 agosto del calendario giuliano – Leningrado, 7 febbraio 1942) è stato un pittore e illustratore russo.

## Biografia
Ivan Bilibin nacque a Tarchovka, un villaggio vicino a San Pietroburgo, nella famiglia di un medico militare. Studiò alla facoltà di legge dell'Università statale di San Pietroburgo. Nel 1898 studiò presso il pittore Anton Ažbe a Monaco, poi lavorò alcuni anni sotto la direzione di Il'ja Repin. Visse prevalentemente a San Pietroburgo e fu un membro attivo dell'associazione di artisti e letterati Mir iskusstva.
Nel 1899 Bilibin si recò in un villaggio del governatorato di Tver' ove, per il libro La favola dello zarevic Ivan, dell'Uccello di fuoco e del lupo grigio creò per la prima volta illustrazioni nel suo stile caratteristico. Tra il 1902 e il 1904 visitò i governatorati di Vologda, Olonec e Arcangelo, su incarico della sezione di etnografia del Museo russo.
Il talento di Bilibin rifulse nelle illustrazioni per favole e byliny russe, (in particolare quelle di Aleksandr Puškin), e nelle scenografie teatrali e operistiche.
Durante la rivoluzione russa del 1905 realizzò caricature. Nel 1915 entrò nella Società per il rinascimento della Russia artistica assieme a molti altri artisti. Dopo la rivoluzione d'ottobre Bilibin lasciò la Russia: dal 1920 visse al Cairo, poi ad Alessandria d'Egitto; nel 1925 si trasferì a Parigi. In quel periodo creò brillanti decorazioni per le scene di opere russe,  nel 1931 fu invitato da Michel Fokine ad allestire il balletto di Igor' Stravinskij L'uccello di fuoco a Buenos Aires ed una serie di opere a Praga e Brno. Con gli anni si riconciliò col potere sovietico: nel 1936 ritornò in patria e si stabilì a Leningrado, per insegnare all'Accademia degli artisti e lavorare come illustratore e artista di teatro. Bilibin morì durante l'assedio di Leningrado, il 7 febbraio 1942.

## Opere scelte

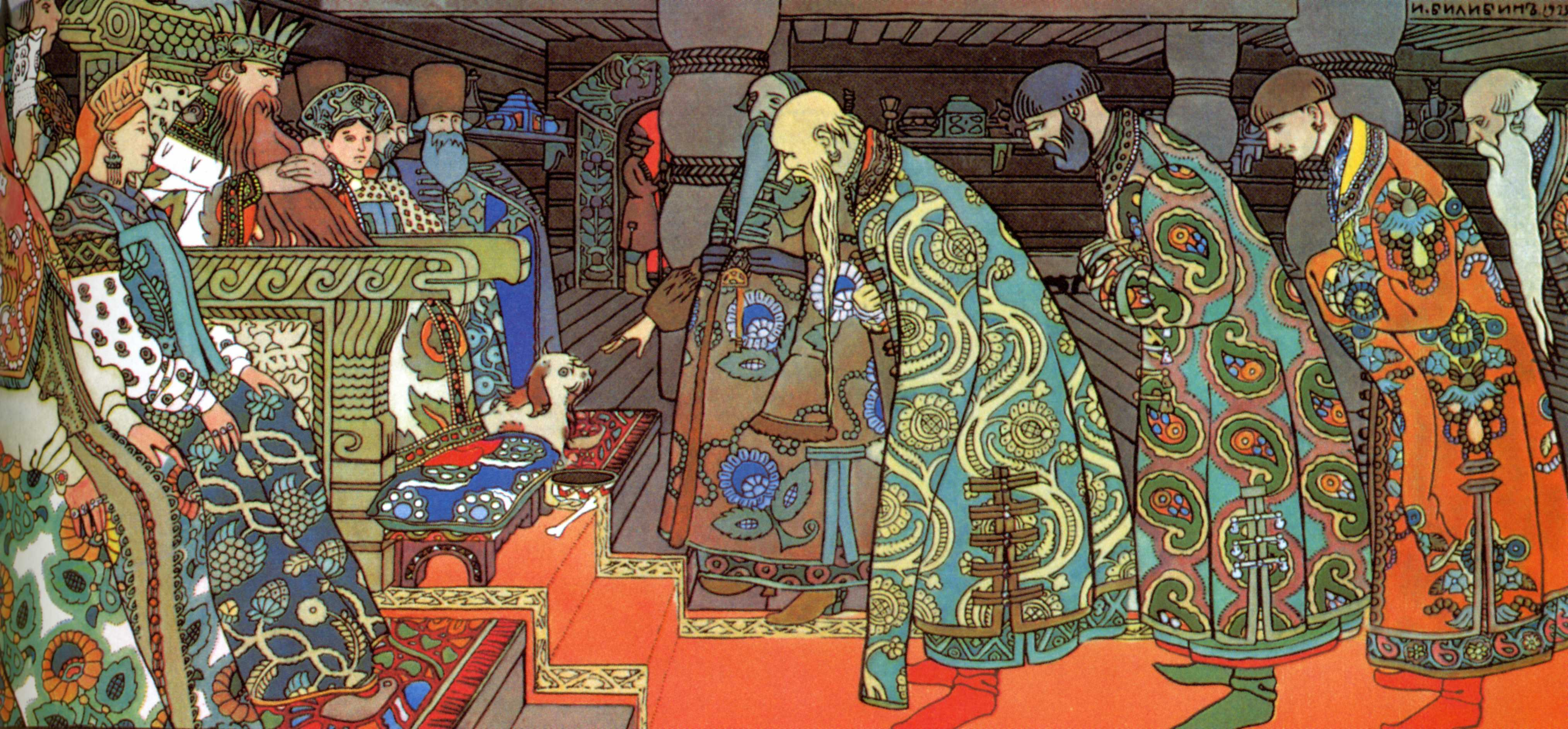
I mercanti in visita allo zar Saltan. Illustrazione del 1905 per La favola dello zar Saltan scritta da Aleksandr Puškin.
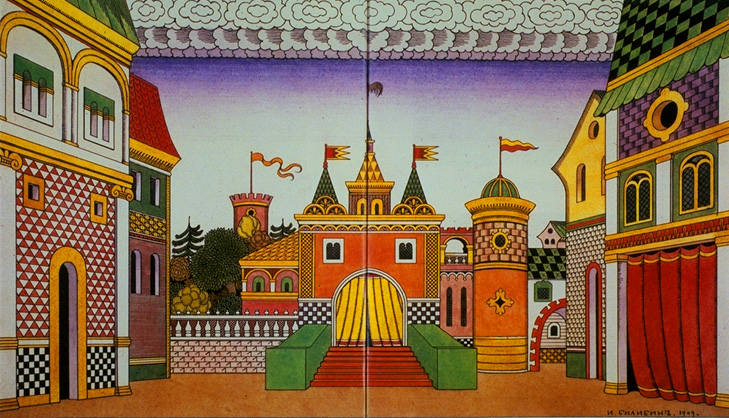
Bozzetto scenografico del 1909 per l'opera lirica Il gallo d'oro di Nikolaj Rimskij-Korsakov tratta da La fiaba del galletto d'oro di Puškin.
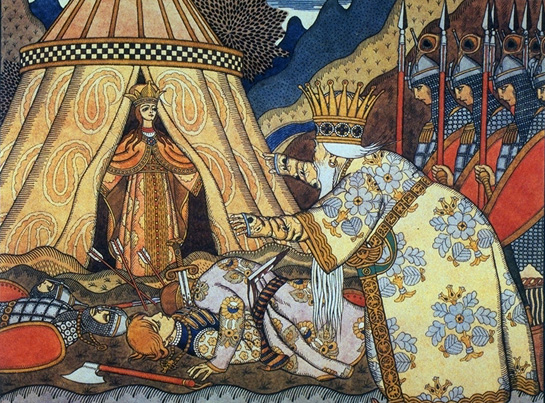
Lo zar Dadon di fronte alla regina Šemacha, sempre per Il gallo d'oro (1906).
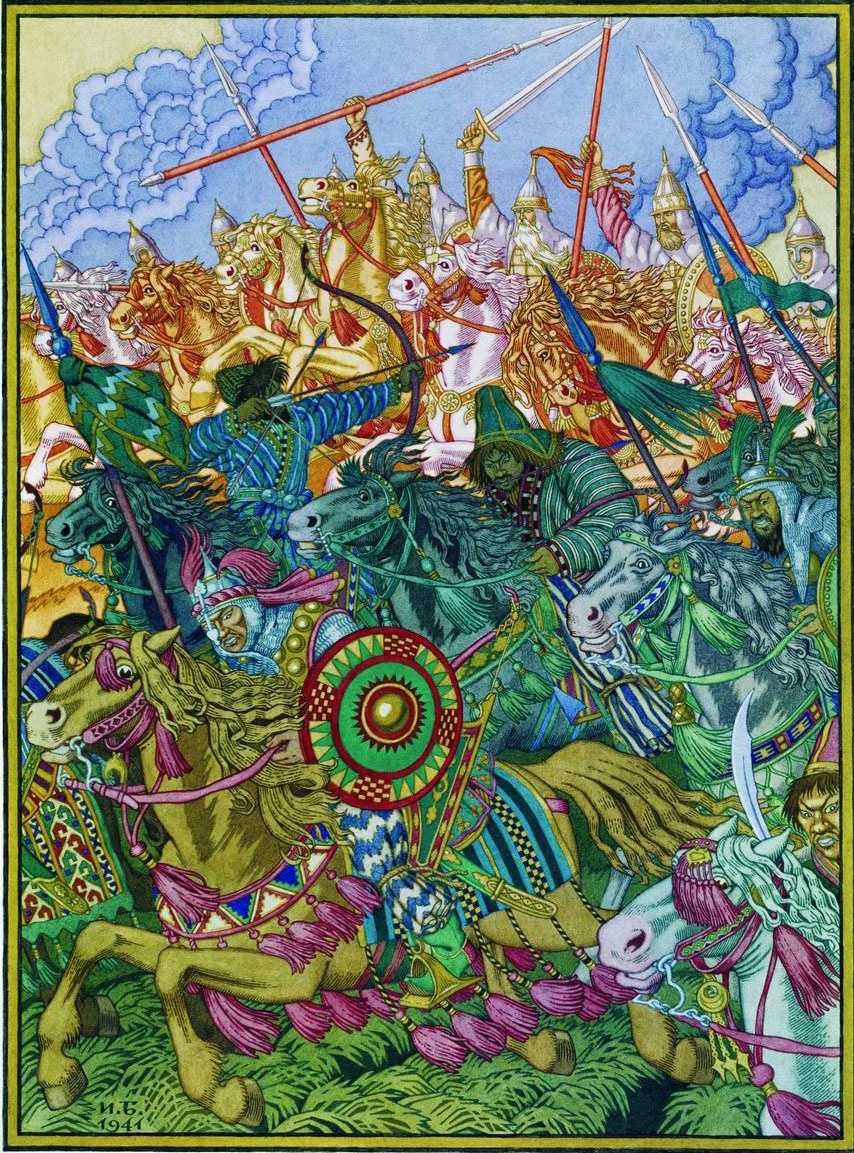
Un'illustrazione per il Canto della schiera di Igor, un poema epico russo degli inizi del XIII secolo.
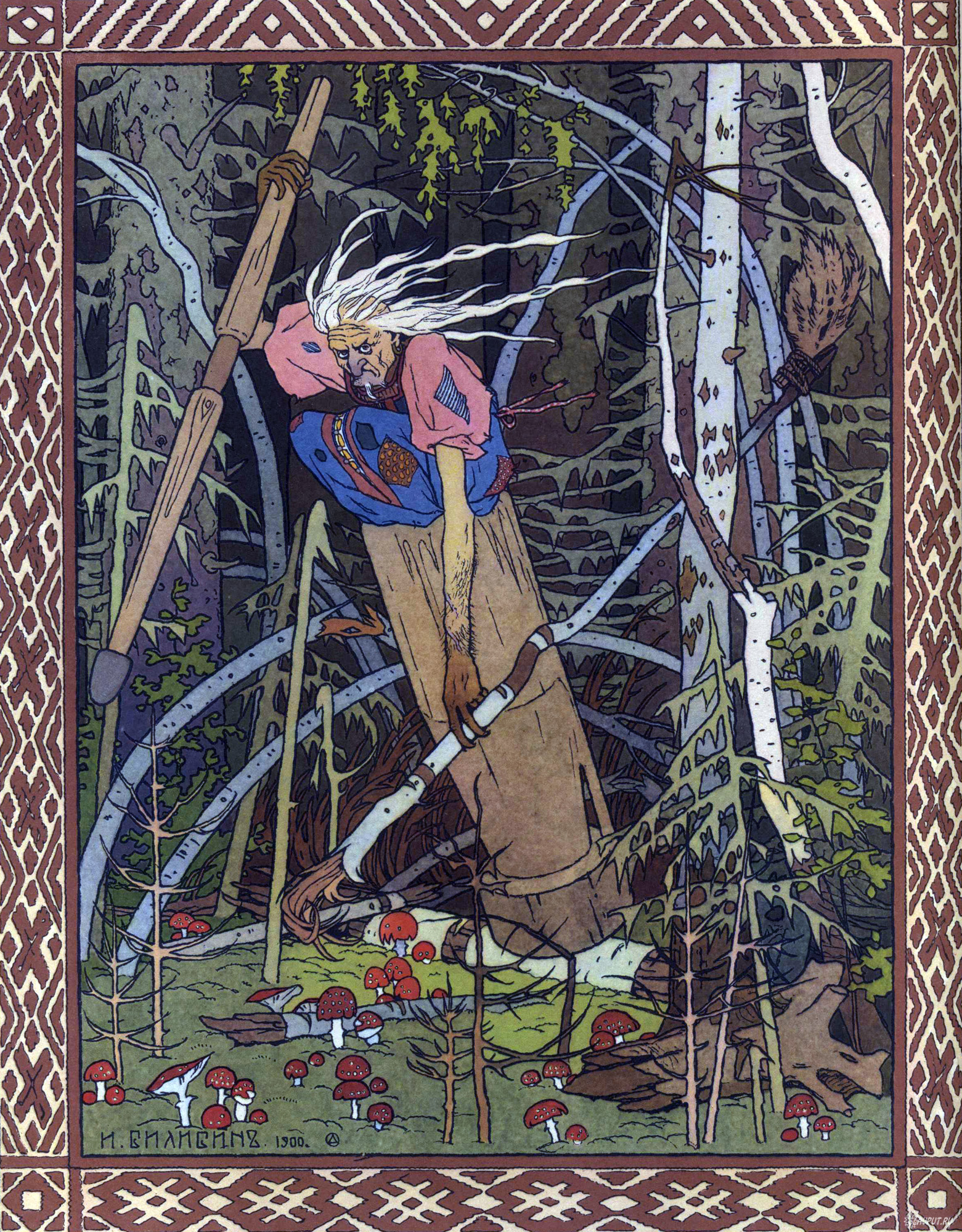
La strega Baba Jaga in una illustrazione del 1900 per la fiaba Vasilisa la Bella.
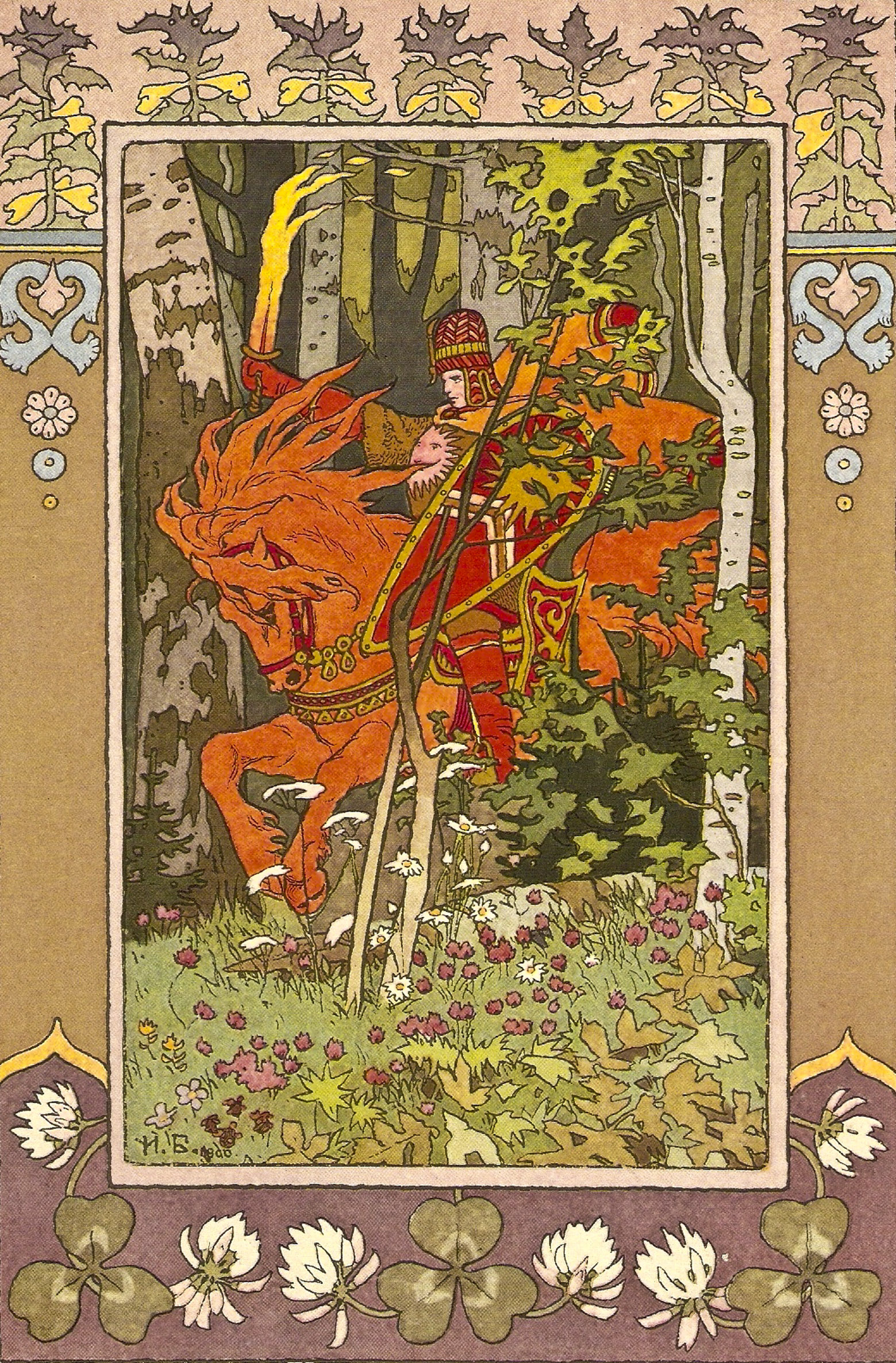
Il cavaliere rosso, un personaggio di Vasilisa la Bella 1899.
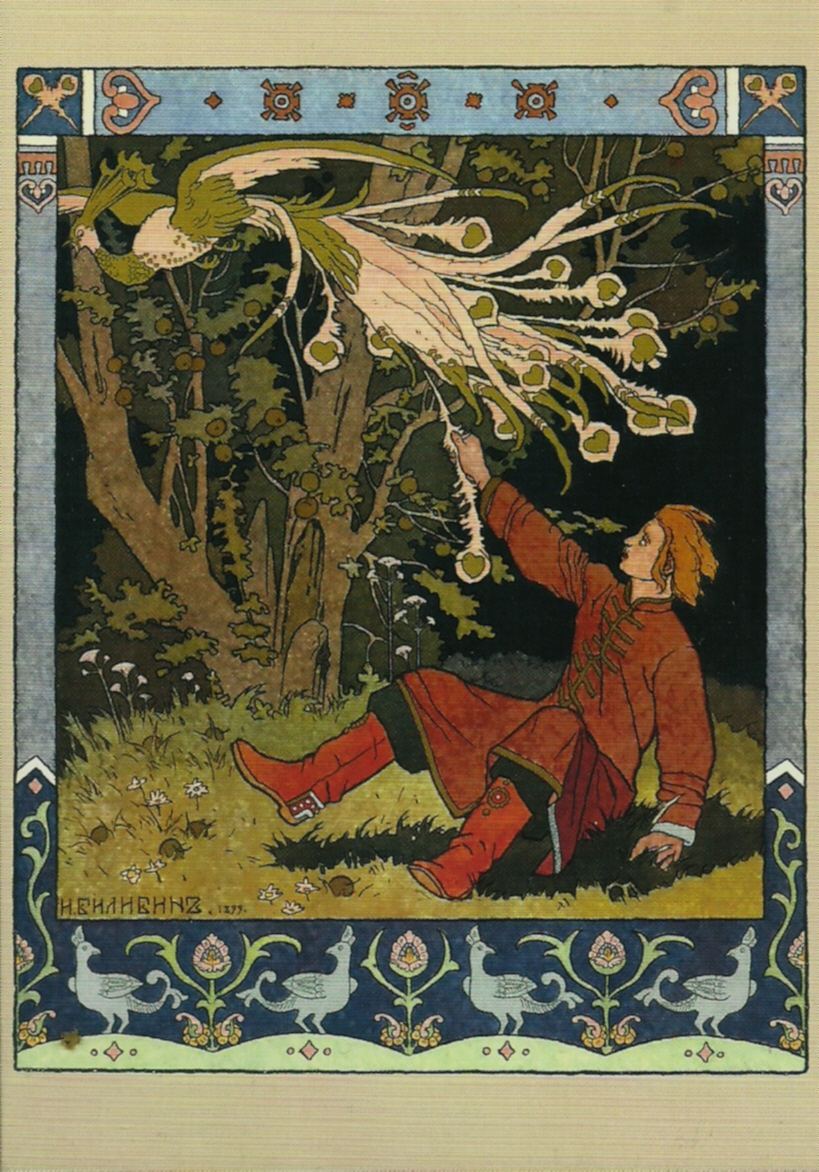
Ivan Carevič cattura una piuma dell'uccello di fuoco 1899.
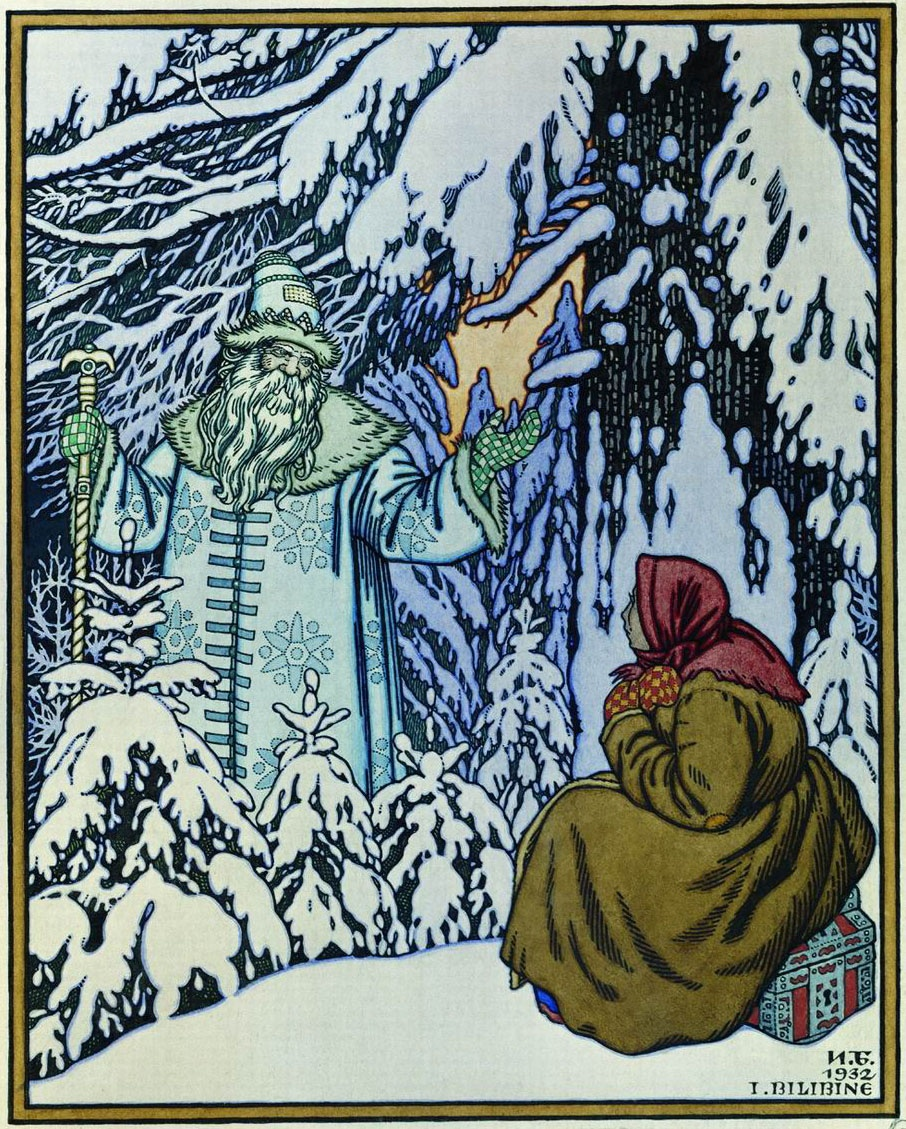
Morozko, personificazione dell'inverno e del gelo nel folklore russo, appare ad una donna.
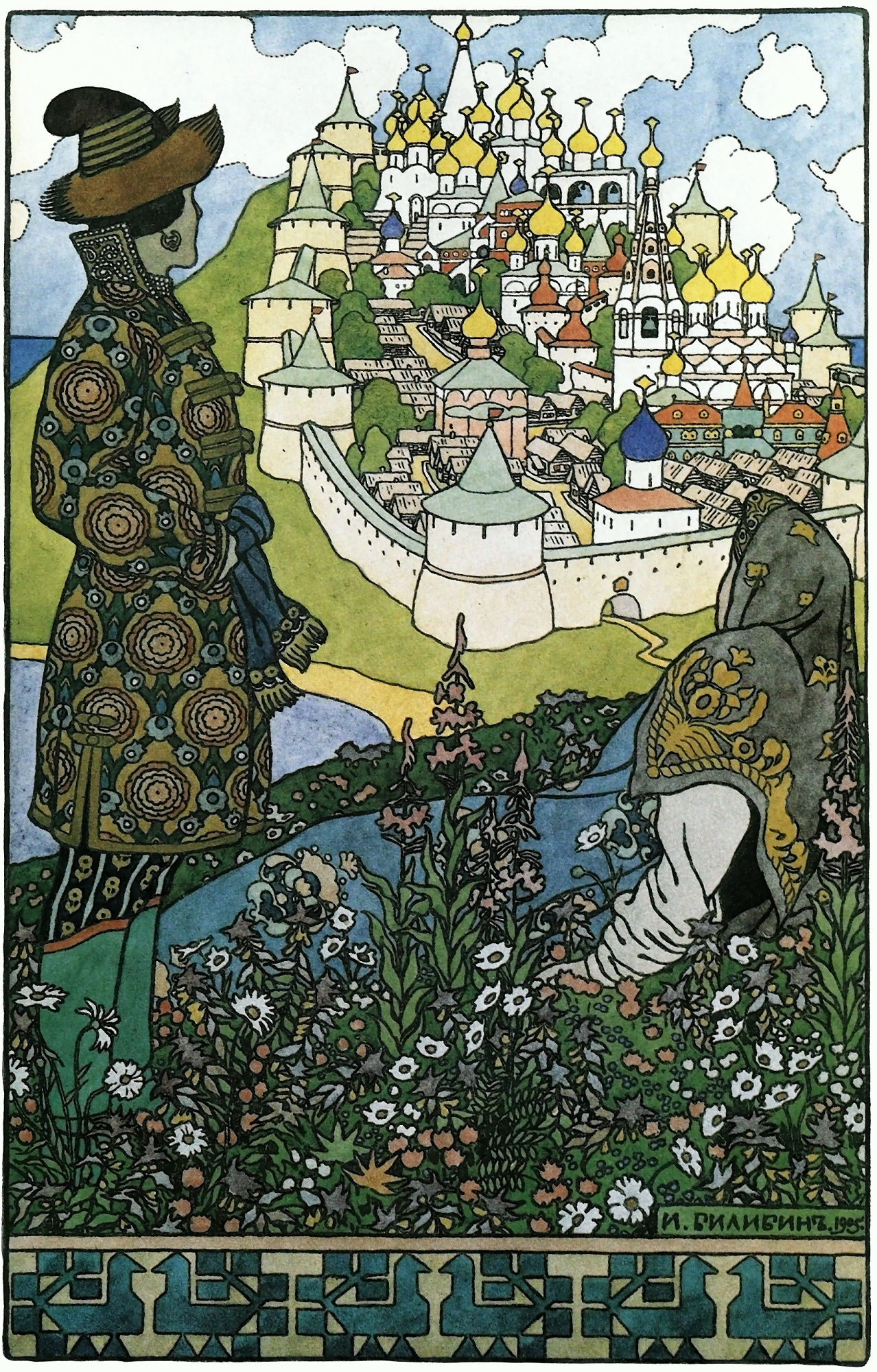
La favolosa isola di Bujan 1905.
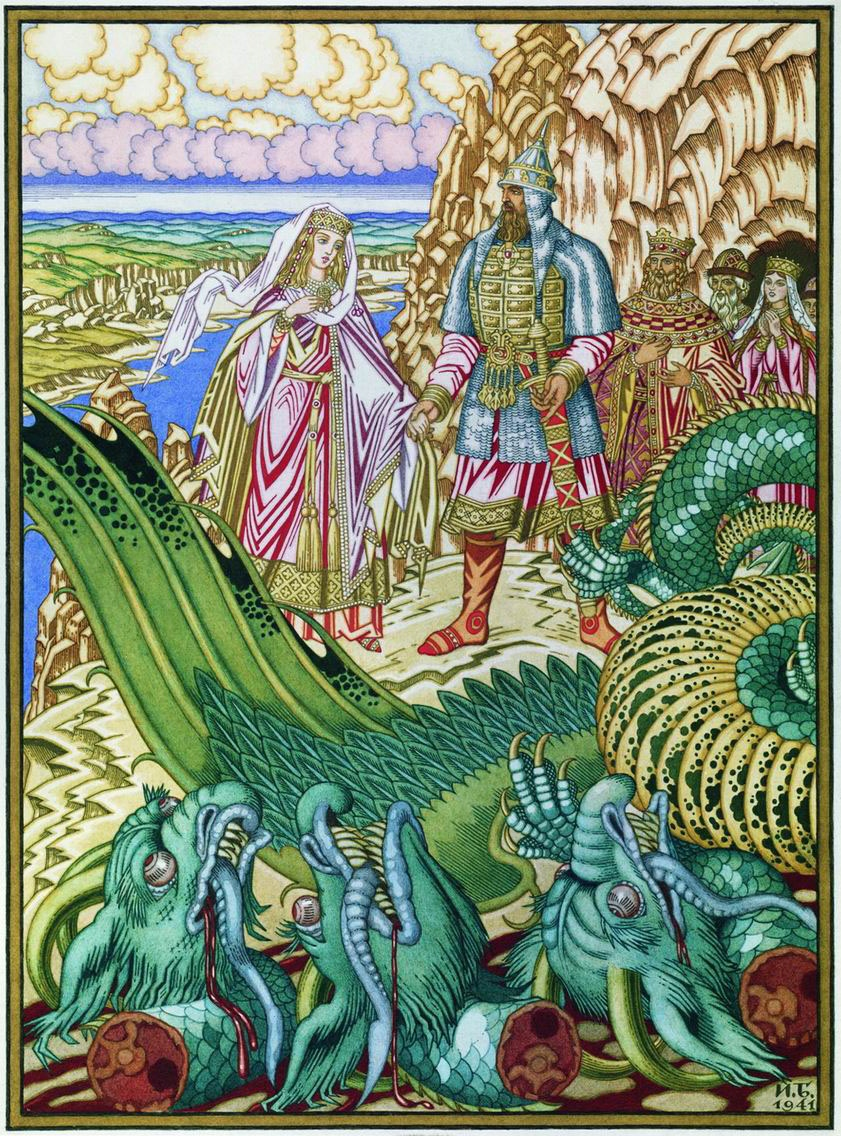
Il bogatyr Dobrynja Nikitič trae in salvo Zabava dallo Zmaj Gorynych.
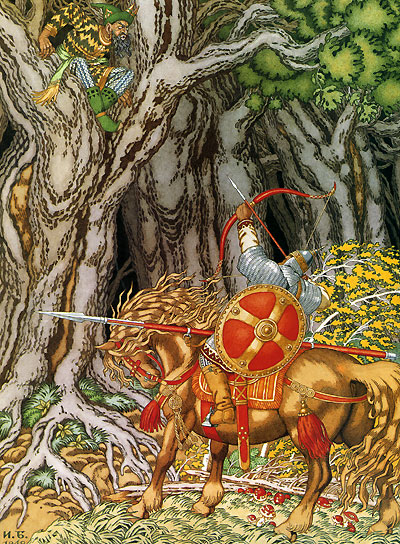
Il'ja Muromec e il ladro usignolo.
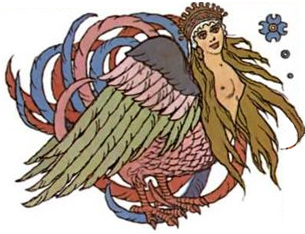
Alkonost, l'uccello del paradiso della mitologia slava.
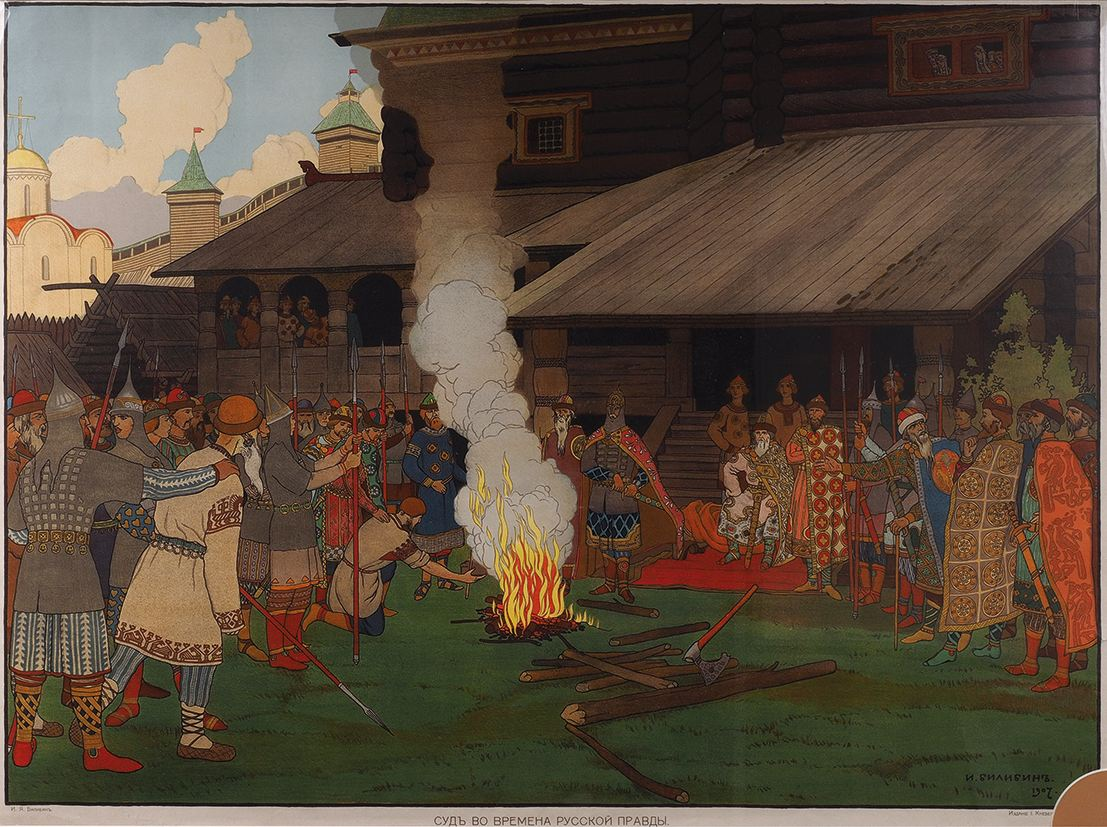
L'amministrazione della giustizia nel Rus' di Kiev, secondo il codice legale della Russkaja Pravda.
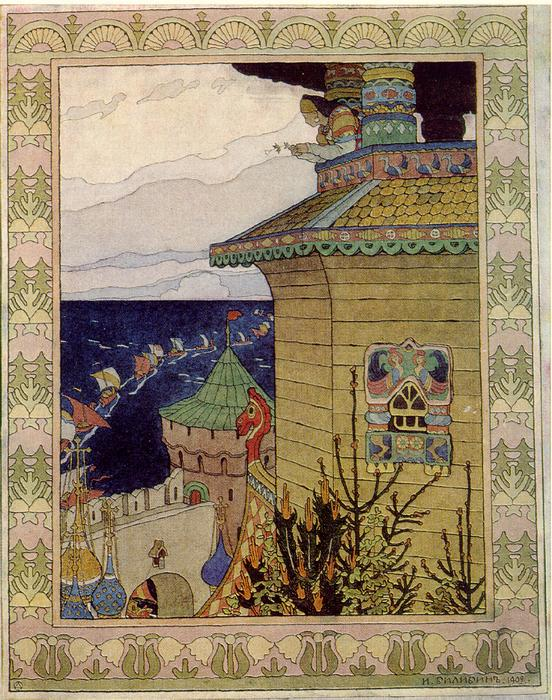
Sadko, un eroe del folklore russo.
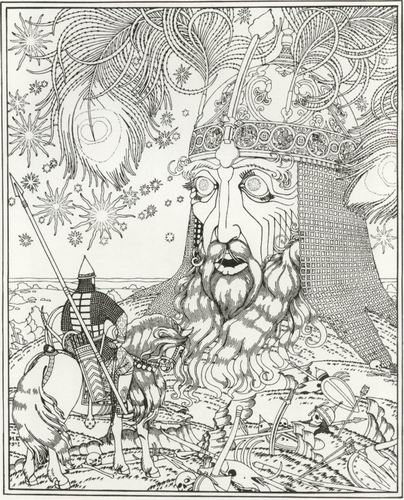
Illustrazione per Ruslan e Ljudmila di Puškin.
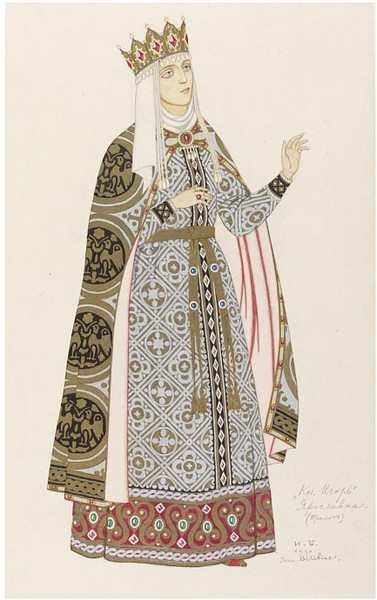
Illustrazione per Jaroslavna (1930).